# 辛玟起
辛 玟起（シン・ミンキ、朝鮮語: 신민기、1980年12月11日 - ）は KBOリーグに所属していた大韓民国出身の元プロ野球選手（投手）。

## 経歴

### アマチュア時代
慶南高校時代に最優秀打撃賞を2回受賞した。

### ハンファ時代
1999年に2次3ラウンド指名を受けており、漢陽大学校卒業後の2003年に入団した。
デビュー初年度は21試合に出場して9分5里と不振だった。
翌年には兵役不正事件に巻き込まれて逮捕され、出所後公益勤務要員として代替服務した。
これにより、招集解除されて復帰後入団5年目までに与えられるフューチャーズオールスター戦の参加資格を得ることができた。
しかしデビュー初年度以外は1軍に上がれず、2009年シーズンを最後に放出された。

### 引退後
引退した後、2011年から中学校野球部のコーチとして2014年まで活動した。
2014年シーズン後ロッテ・ジャイアンツの3軍守備コーチに選任された。その後2019年からリハビリコーチに配置転換され、同年終了を持ってロッテを去った。

## 詳細情報

### 年度別打撃成績
| 年 度    | 球 団    | 試 合 | 打 席 | 打 数 | 得 点 | 安 打 | 二 塁 打 | 三 塁 打 | 本 塁 打 | 塁 打 | 打 点 | 盗 塁 | 盗 塁 死 | 犠 打 | 犠 飛 | 四 球 | 敬 遠 | 死 球 | 三 振 | 併 殺 打 | 打 率 | 出 塁 率 | 長 打 率 | O P S |
| -------- | -------- | ----- | ----- | ----- | ----- | ----- | -------- | -------- | -------- | ----- | ----- | ----- | -------- | ----- | ----- | ----- | ----- | ----- | ----- | -------- | ----- | -------- | -------- | ----- |
| 2003     | ハンファ | 21    | 22    | 21    | 2     | 2     | 0        | 0        | 0        | 2     | 1     | 0     | 0        | 1     | 0     | 0     | 0     | 0     | 7     | 0        | .095  | .095     | .095     | .190  |
| KBO：1年 | KBO：1年 | 21    | 22    | 21    | 2     | 2     | 0        | 0        | 0        | 2     | 1     | 0     | 0        | 1     | 0     | 0     | 0     | 0     | 7     | 0        | .095  | .095     | .095     | .190  |

### 背番号
- 36 （2003年 - 2005年）
- 00 （2006年 - 2008年）
- 24 （2009年）
- 77 （2015年 - 2019年）

## 出身学校
- 1996年 - 1999年、慶南高等学校
- 1999年 - 2003年、漢陽大学校 (1999学番)